# Abdel Abqar
Abdelkabir Abqar (en árabe: عَبْد الْكَبِير عَبْقَار‎; Settat, 10 de marzo de 1999) es un futbolista marroquí que juega en la demarcación de defensa en el Getafe C. F. de la Primera División de España.

## Biografía
Tras formarse como futbolista en las categorías inferiores del Málaga C. F., finalmente en 2017 debutó con el segundo equipo el 12 de noviembre contra el C. D. Huétor Tájar, encuentro que finalizó con 0-1 a favor del conjunto hueteño. El 11 de septiembre de 2018 debutó con el primer equipo en Copa del Rey contra la U. D. Almería.
El 22 de julio de 2020 se marchó traspasado al Deportivo Alavés. Debutó con el segundo equipo el 24 de octubre contra el Arenas Club, encuentro que finalizó con 2-0 a favor del conjunto vitoriano. El 30 de noviembre de 2021 debutó con el primer equipo en Copa del Rey contra el Unami CP, y en la temporada siguiente ascendió definitivamente a la plantilla principal de la entidad vitoriana.
El 24 de septiembre de 2024 causó polémica al pedir la camiseta del jugador del Real Madrid Kylian Mbappé en el descanso del partido entre ambos equipos cuando el marcador reflejaba una derrota por 2-0. En las redes sociales cargaron duramente contra el jugador. El entrenador Luis García Plaza lo retiró del campo en el primer minuto de la segunda parte y lo sustituyó por el centrocampista Jon Guridi.
El 29 de julio de 2025, tras haber quedado libre al expirar su contrato con el Deportivo Alavés en el mes de junio, fichó por el Getafe C. F. para las siguientes tres temporadas.

## Selección nacional
El 22 de marzo de 2024 hizo su debut con la selección de Marruecos en un amistoso ante Angola que ganaron por uno a cero.

## Clubes
Actualizado al último partido disputado el 13 de abril de 2025.
| Club                 | País   | Año       | Partidos | Goles |
| -------------------- | ------ | --------- | -------- | ----- |
| Atlético Malagueño   | España | 2017-2020 | 57       | 1     |
| Málaga C. F.         | España | 2018      | 1        | 0     |
| Deportivo Alavés "B" | España | 2020-2022 | 24       | 0     |
| Deportivo Alavés     | España | 2021-2025 | 97       | 1     |
| Getafe C. F.         | España | 2025-     |          |       |